# Martyn Burke
Pour les articles homonymes, voir Burke.
Martyn Burke, né le 14 septembre 1952 à Hamilton, est un scénariste, réalisateur et producteur de cinéma et télévision canadien.

## Filmographie

### Scénariste
- 1976 : The Clown Murders
- 1978 : Power Play
- 1981 : Course à mort
- 1984 : Top Secret!
- 1988 : Witnesses
- 1995 : Quitte ou double (Sugartime) (TV)
- 1997 : The Second Civil War (TV)
- 1999 : Pirates of Silicon Valley (TV)
- 1999 : La Ferme des animaux (TV)

### Réalisateur
- 1973 : Carnivals (TV)
- 1976 : The Clown Murders
- 1978 : Power Play
- 1981 : Course à mort
- 1988 : Witnesses
- 1999 : Les Pirates de la Silicon Valley (TV)
- 2002 : Mafia Love (Avenging Angelo)
- 2003 : Making 'Avenging Angelo' (vidéo)

### Producteur
- 1973 : Carnivals (TV)
- 1981 : Course à mort